# 托爾戈 (薩哈共和國)
托尔戈（羅馬化：Torgo）是俄罗斯萨哈共和国的市级镇，属奥廖克明斯克区，在区行政中心奥廖克明斯克南偏西方向、共和国首府雅库茨克西南方向。
该地2021年人口有0人；2010年人口0；2002年人口97；1989年人口1,593。